# Ауфденблаттен, Френци
Франциска (Френци) Кристин Ауфденблаттен (нем. Franziska "Fränzi" Christine Aufdenblatten, род. 10 февраля 1981 года в Церматте, кантон Вале, Швейцария) — швейцарская горнолыжница.
Двукратная чемпионка мира среди юниоров (2000 — скоростной спуск, 2001 — гигантский слалом) и двукратная вице-чемпионка мира среди юниоров (2000 и 2001 — комбинация).
В сезоне 2001/02 выиграла два этапа Кубка Европы в гигантском слаломе.
В Кубке мира дебютировала 11 марта 2000 года в гигантском слаломе в итальянском Сестриере (не закончила первую попытку).
В январе 2004 года и январе 2006 года дважды занимала третьи места в скоростном спуске на этапах Кубка мира.
20 декабря 2009 года одержала свою первую и единственную победу на этапах Кубка мира, выиграв супергигант во французском Валь-д’Изере.
Лучшее место в общем зачёте Кубка мира — 18-е по итогам сезона 2003/04. Всего за карьеру Френци более 160 раз стартовала на этапах Кубка мира и 33 раза попадала в 10-ку лучших (4 подиума).
Френци выступала на зимних Олимпийских играх в Солт-Лейк-Сити-2002 и Турине-2006. В Солт-Лейк-Сити не сумела финишировать в первой попытке гигантского слалома. В Турине Френци была 17-й в супергиганте, 16-й в гигантском слаломе и 12-й в скоростном спуске. На Олимпийских играх 2014 года в Сочи выступала только в супергиганте, в котором заняла шестое место. От третьего места Френци отделила 0,61 сек.
В конце февраля 2014 года заявила о завершении карьеры в конце сезона 2013/14.

## Результаты на крупнейших соревнованиях

### Зимние Олимпийские игры
| Олимпийские игры    | Скоростной спуск | Супергигант | Гигантский слалом | Слалом | Комбинация |
| ------------------- | ---------------- | ----------- | ----------------- | ------ | ---------- |
| 2002 Солт-Лейк-Сити | —                | —           | DNF1              | —      | —          |
| 2006 Турин          | 12               | 17          | 16                | —      | DNS        |
| 2014 Coчи           | —                | 6           | —                 | —      | —          |

### Победы на этапах Кубка мира (1)
| №  | Сезон   | Дата        | Место       | Дисциплина  |
| -- | ------- | ----------- | ----------- | ----------- |
| 1. | 2009/10 | 20 дек 2009 | Валь-д’Изер | Супергигант |